# 岸本卓
岸本 卓（きしもと たく、1975年5月 - ）は、日本の脚本家。兵庫県出身。愛称は「ナヨ」。

## 来歴・人物
神戸市で生まれ、小学生1年生から4年生まで香港の日本人学校で過ごす。将来の夢は『帝都物語』の影響で風水師であった。生まれて初めて見た映画は1985年公開のアメリカ映画『グーニーズ』。
愛媛大学法文学部（夜間主コース）卒業、千葉大学大学院修士課程修了。大学院を出て2002年4月よりアルバイトとして講談社で働いた後、雑誌『サイゾー』編集部で編集者として活動、ゴシップ記事を多数手がける。
鈴木敏夫プロデューサーへの突撃インタビューをきっかけに、2005年2月にスタジオジブリに入社。鈴木の助手として宣伝や企画開発などに携わる。それまでアニメはほとんど見たことがなく、興味もなかったという。入社後、3ヵ月で社内結婚を果たす。
高畑勲の新作映画の担当者に任じられると、最初に鈴木から割り当てられた仕事は高畑の話し相手だった。1日中一緒にいて何か企画を固めろと言われたが、企画の話どころか世間話すらしてもらえなかった。だがある時、高畑からある小説の一場面を脚本化するというミッションを与えられ、見様見真似で書いたところ、初めて褒められて脚本というものに興味を抱いた。企画は『竹取物語』に決まったものの、高畑が途中で題材を変えたがったことで何度か変転した後、再び『竹取物語』に戻るという紆余曲折を経る中、2008年8月に自ら降板した。
その後、『借りぐらしのアリエッティ』の企画で宮崎駿が脚本家を探していることを知り、立候補したところ、やってみるよう言われた。原作を読んで脚本を書き始めたが、見せるたびに宮崎に否定されるということを3か月ほど繰り返した後、宮崎から自分の頭の中で物語が出来上がったからもう書かなくていいという通達を受けた。採用はされなかったものの、脚本作りは面白いということを確信できたので、脚本家になることを決意。その後、シナリオ作家協会主催のシナリオ講座に通い、2009年11月に4年半在籍したジブリを退社してフリーの脚本家となる。
独立後の初仕事は2011年の『うさぎドロップ』のシリーズ構成と脚本だった。アルバイトをしながら主夫として子育てをしていたところ、当時アニメ制作会社のプロダクションI.Gにいた中武哲也プロデューサーからオファーを受けた。以降、『ハイキュー!!』『僕だけがいない街』『ジョーカーゲーム』『91Days』などのシリーズ構成や脚本を担当する。
2016年12月10日、初めての長編アニメ映画の脚本を務めた『モンスターストライク THE MOVIE はじまりの場所へ』が公開される。

## 参加作品

### テレビアニメ
2011年
- うさぎドロップ（シリーズ構成・脚本）

2013年
- ガラスの仮面ですがZ（脚本）
- 銀の匙 Silver Spoon（シリーズ構成・脚本）

2014年
- 銀の匙 Silver Spoon（第2期、シリーズ構成・脚本）
- ハイキュー!!（シリーズ構成・脚本）

2015年
- 銀魂゜（2015年 - 2016年、脚本）
- ハイキュー!! セカンドシーズン（2015年 - 2016年、シリーズ構成・脚本）

2016年
- 僕だけがいない街（シリーズ構成・脚本)
- プリンス・オブ・ストライド オルタナティブ（シリーズ構成・脚本）
- ジョーカー・ゲーム（シリーズ構成・脚本）
- マギ シンドバッドの冒険（シリーズ構成・脚本）
- 91Days（シリーズ構成・脚本）
- ハイキュー!! 烏野高校 VS 白鳥沢学園高校（シリーズ構成・脚本）

2017年
- 銀魂.（脚本）

2018年
- はねバド!（シリーズ構成・脚本）

2019年
- フルーツバスケット 1st season（シリーズ構成・脚本）
- 歌舞伎町シャーロック（2019年 - 2020年、シリーズ構成・脚本）

2020年
- ハイキュー!! TO THE TOP（シリーズ構成）
- 啄木鳥探偵處（シリーズ構成）
- 富豪刑事 Balance:UNLIMITED（シリーズ構成・脚本）
- フルーツバスケット 2nd season（シリーズ構成・脚本）
- 憂国のモリアーティ（シリーズ構成〈第2クール〉・脚本）

2021年
- イジらないで、長瀞さん（シリーズ構成・脚本）
- フルーツバスケット The Final（シリーズ構成・脚本）
- 王様ランキング（2021年 - 2022年、シリーズ構成・脚本）

2022年
- ブルーロック（シリーズ構成・脚本）

2023年
- イジらないで、長瀞さん 2nd Attack（シリーズ構成）
- 王様ランキング 勇気の宝箱（シリーズ構成・脚本）

2024年
- ぶっちぎり?!（原作・シリーズ構成・脚本）
- ルカと太陽の花（脚本）
- ブルーロック（第2期、シリーズ構成・脚本）

2025年
- SAKAMOTO DAYS（シリーズ構成・脚本）
- cocoon〜ある夏の少女たちより〜（脚本）

### 劇場アニメ
2005年
- ゲド戦記（プロデューサー助手）

2013年
- ハル（文芸協力）

2015年
- 屍者の帝国（スペシャルサンクス）

2016年
- モンスターストライク THE MOVIE はじまりの場所へ（脚本）

2017年
- 劇場版ソードアート・オンライン オールディナル・スケール（Special Thanks）

2022年
- 鹿の王 ユナと約束の旅（脚本）

2024年
- 劇場版ブルーロック -EPISODE 凪-（構成・脚本）

2026年
- 新劇場版 銀魂 -吉原大炎上-（脚本）

### OVA
2014年
- マギ シンドバッドの冒険（-2015年、脚本）

2015年
- ハイキュー!! リエーフ見参！（脚本）

2016年
- ジョーカー・ゲーム「黒猫ヨルの冒険」（脚本）
- ハイキュー!! セカンドシーズン VS"赤点"（脚本）

2017年
- ハイキュー!! 烏野高校 VS 白鳥沢学園高校 特集！春高バレーに賭けた青春（脚本）

2020年
- ハイキュー!! 陸 VS 空（シリーズ構成）

2022年
- フルーツバスケット -prelude-（脚本）

### Webアニメ
2018年
- 西武鉄道オリジナルアニメーション『ちちぶでぶちち』（脚本）

2020年
- 薄明の翼（脚本監修）

2021年
- 鎮西八郎為朝（シリーズ構成・脚本）

2022年
- 雪ほどきし二藍（脚本）

2023年
- BURN THE WITCH ＃0.8（脚本）

2024年
- GREAT PRETENDER razbliuto（シリーズ構成）
- Enter The Garden（シリーズ構成）

時期未定
- THE ONE PIECE（シリーズ構成）